# Andrew Jackson Davis
Andrew Jackson Davis (New York, 1826. augusztus 11. – Boston, Massachusetts, 1910. január 13.) amerikai spiritualista, a spiritizmus kezdeteinek egyik legfontosabb alakja.
A New York állambeli Poughkeepsie-ben egy bőripari munkás analfabéta fia, Davis transzban filozófiai értekezéseket diktált. Állítólag Galénosz és Swedenborg szellemével beszélgetett, akikről éber állapotban sohasem hallott. A hipnotizőr és látnok Davis képes volt szuggesztióval gyógyítani, és a Hydesville-i Fox-nővérek házában történő kopogtatások előtt egy évvel megjelent, A természet elvei, isteni kinyilatkoztatásai (The Principles of Nature, Her Divine Revelations) és Az emberiséghez szóló hang (Voice to Mankind) című könyvével vált híressé. Művét transzban diktálta egy barátjának, ami tulajdonképpen arra a jelenségre volt példa, amikor valaki médiumként közvetíti valaki másnak a szavait.
Davist főleg két fontos személyiség sugalmazta: az egyik a svéd misztikus, Emanuel Swedenborg, a másik Franz Mesmer, a hipnotizmus felfedezője volt; mindketten konkrét információkkal szolgáltak a szellemekkel való kapcsolatról és a halál utáni életről. 

## Művei
- Voice to Mankind
- The Principles of Nature, Her Divine Revelations (1847)
- The Philosophy of Special Providences (1850)
- The Great Harmonia (1850–1861), egy hatkötetes enciklopédia;
- The Magic Staff: an Autobiography (1857),
- A Stellar Key to the Summer Land (1868);
- Tale of a Physician, or, the Seeds and Fruits of Crime (1869)
- Views of Our Heavenly Home (1878),